# 8046 Ajiki
8046 Ajiki (1995 BU) là một tiểu hành tinh vành đai chính được phát hiện ngày 25 tháng 1 năm 1995 bởi T. Kobayashi ở Oizumi.